# Wenden
Wenden ist eine veraltete Bezeichnung für Slawen im deutschsprachigen Raum (Germania Slavica). Das seit dem 12. Jahrhundert gebräuchliche Ethnonym geht auf althochdeutsche Vorläufer zurück und diente den Verwendern als Fremdbezeichnung zur Abgrenzung von „den Anderen“. Wenden bezeichnete neben den slawischen Bewohnern von Gebieten entlang und östlich der Elbe („Elbslawen“) auch Slawen nördlich der Donau, in der Oberpfalz und in Oberfranken (Bavaria Slavica) sowie in den Ostalpen. In der Niederlausitz wird der Begriff bis heute für die Sorben verwendet. In der Steiermark und Kärnten werden slowenische und kroatische Nachbarn sowie die jeweiligen Minderheiten bis heute als Windische bezeichnet. Darüber hinaus hat sich der Begriff in einer Vielzahl von Toponymen erhalten wie etwa dem Wendland. Auch der Name Wanda wird als die Wendin gedeutet.

## Wortgeschichte

### Erste Erwähnungen
In der Überlieferung des deutschsprachigen Raums begegnet die Bezeichnung Wenden erstmals um das Jahr 660 in den Schriftquellen. Im IV. Buch der Fredegarchronik wird sie in latinisierter Fassung als Winedi/Winodi/Winidi verwendet, wobei es sich um eine andere Bezeichnung für Slawen handelte. Fredegar berichtet, die Wenden hätten den fränkischen Händler Samo zu ihrem König gewählt, dem sich die ebenfalls als Wenden bezeichneten slawischen Sorben unter ihrem Fürsten Derwan anschlossen. An anderer Stelle ist davon die Rede, Wenden hätten unter einem Fürsten Walluch in einer nicht näher lokalisierbaren marca vinedorum (Wendenmark) zwischen Pannonien und Baiern gesiedelt. Nach den Sorben werden auch die anderen beiden großen elbslawischen Stammesverbände des Frühmittelalters als Wenden bezeichnet: Zum Jahr 789 benennt das Fragmentum chesnii die Fürsten der Wilzen als reges Winidorum, und zum Jahr 810 sprechen die Annales Sancti Amandi von den Abodriten als Wenedi.

### Begriffsherkunft
Die Herkunft des Begriffes ist bis heute unklar. Nach der gängigsten Erklärung ist er von den Venedi abgeleitet, die aber in keinem ethnischen Zusammenhang mit den Wenden stehen sollen. Die Venedi siedelten an der Ostseeküste. Ihr Ursprung ist unbekannt. Sie werden erstmals von Plinius († 79) in seiner Naturalis historia als Venetae erwähnt und wohnten danach östlich der Weichsel. Als nächster berichtet Tacitus († 120) in seiner Germania, am östlichen Rand Germaniens hätten zwischen den Germanen und den Sarmaten die Venedi gelebt, die er im Zweifel lieber den Germanen zurechnen wolle, weil sie „feste Häuser bauen, Schilde tragen, gern und gut zu Fuß gehen, ganz im Gegensatz zu den Sarmaten, die auf Wagen und Pferd zu Hause sind.“ Dagegen handelt es sich nach Auffassung des Claudius Ptolemaios († um 175) bei den von ihm in seiner Geographike Hyphegesis beschriebenen Uenedai um Sarmaten. Um das Jahr 550 erwähnt Jordanes in seiner Gotengeschichte Venethi, die von den Quellen der Weichsel über ungeheure Strecken hin gesiedelt hätten. Ob auch der Name der in der Antike an der Adria siedelnden Veneter mit dem Begriff der Venedi und damit mit dem der Wenden in Verbindung steht, ist hingegen ungeklärt. Als zufällig gilt hingegen die Ähnlichkeit mit dem Namen der im Nordwesten Galliens siedelnden keltischen Veneter.

### Wenden und Vandalen
Seit dem Mittelalter werden immer wieder Wenden und die von diesen zu unterscheidenden, germanischen Wandalen gleichgesetzt. Schon im Mittelalter geschah dieses nicht immer irrtümlich. Im 20. Jahrhundert diente die Gleichsetzung vorrangig zur Rechtfertigung nationalistischer und revanchistischer Interessen und Gebietsansprüche. In lateinischen Texten wurde häufig derselbe Begriff (Vandali) für Vandalen und Wenden benutzt, so z. B. auf der Corona Danica von 1618.
Um die Wende zum 13. Jahrhundert herum erfand der polnische Chronist Vinzenz Kadlubek die Wanda-Sage, um dem neu geschaffenen Herzogtum der Polanen eine weit zurückreichende Geschichte zu beschaffen. Kadlubeks vielfach wiederholte und als wahr ausgelegte Geschichte setzte Polen mit Wandalen gleich und nannte den Fluss, an dem seine „Wanda“ und ihr Volk lebten, „Wandalus“ (Weichsel).
Der Slawist Aleksander Brückner stellte folgendes über Kadlubeks Erfindungen fest: „Nur ein einziger von allen, die sich je mit polnischer Urgeschichte beschäftigt haben, hat das Richtige eingesehen, der Lemberger Erzbischof Gregor von Sanok im XV. Jahrh. (…) (er hat) die Angabe des Mag. Vincentius zurückgewiesen (…) Gregor erkannte richtig, dass allein die falsche Gleichung Poloni = Vandali den Mag. Vincentius zur Ansetzung seiner Vanda verführt hatte und wies sie folgerichtig ab; alle seine Nachfolger sind weniger vorsichtig gewesen und haben nur Irrthümer auf Irrthümer gehäuft. Da die Polen keinerlei Tradition aufweisen konnten, hat Mag. Vincentius die Legenden erfunden.“

### „Wendisch“ und „Windisch“
„Windisch“ ist das durch Umlautbildung von dem Substantiv Wenden abgeleitete Attribut, das oft als sprachliche Variante und Synonym zu „wendisch“ verwendet wird, wie man an Ortsbezeichnungen im Einzugsbereich der Elbe erkennen kann. So wohnten früher in Windischenbernsdorf ebenso Wenden wie in Wendisch Evern.
Ausschließlich als „Windisch“, nicht aber als „Wendisch“ wird traditionell auf Deutsch die slowenische Sprache bezeichnet. Seit dem Zerfall der Habsburgermonarchie wurde diese Bezeichnung aus politischen Gründen auf die Slowenischsprachigen in der Republik Österreich eingegrenzt und dem Slowenischen in Jugoslawien bzw. der Republik Slowenien gegenübergestellt. So ist im heutigen Österreich „Windische“ eine verbreitete Bezeichnung für die im Grenzgebiet lebenden Kärntner sowie die Eigenbezeichnung derjenigen, die diese Sprache (Mundart) verwenden, aber nicht als Slowenen gelten wollen. Auch in der Oberpfalz ist der Name „Windisch“ nicht nur als Familienname anzutreffen, sondern auch Bestandteil von Ortsnamen wie Windischeschenbach, Windischletten und Windischbergerdorf. In der Zeit, als Deutsch noch in den betreffenden Gebieten Amtssprache war, wurden Orte Windischgrätz (Slowenien) und Windisch Kamnitz (Tschechien) genannt. In der Oberpfalz trafen Slawen spärlich besiedeltes Gebiet an und ließen sich dort in eigenen Dörfern nieder, die von deutschen Bewohnern von Umlandsdörfern oder von der damaligen Obrigkeit deutsche Namen erhielten.

### „Wendisch“ und „Sorbisch“

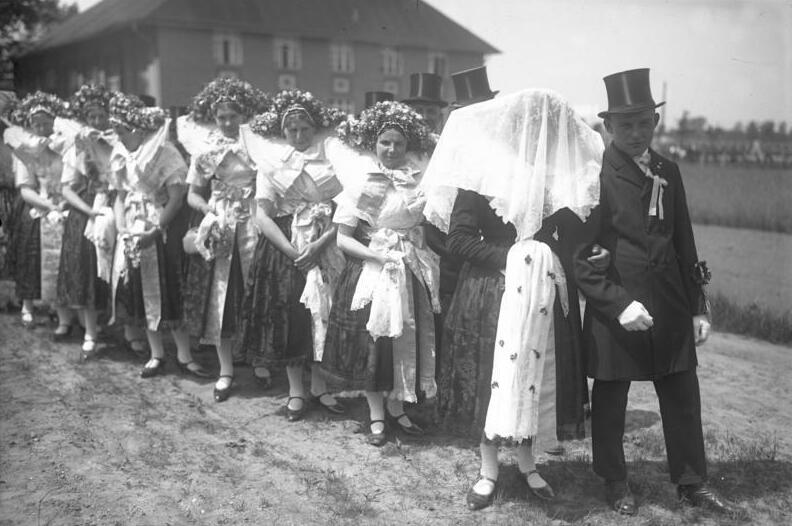
Wendische Hochzeit 1931 im Spreewald

Die deutsche Eigenbezeichnung der alteingesessenen Slawen in der brandenburgischen Niederlausitz ist Gegenstand von Auseinandersetzungen. Während sich nach dem Zweiten Weltkrieg und in der DDR die einheitliche Bezeichnung Sorben für die zuvor auf Deutsch zumeist als Wenden bezeichneten Slawen der Nieder- und Oberlausitz weitgehend durchsetzte, verstehen sich viele Niederlausitzer auch weiterhin als Wenden, um sich von den Sorben in der sächsischen Oberlausitz abzugrenzen. In diesem Sinne bezeichnen sie auch die niedersorbische Sprache als Wendisch, wovon sich das (Ober-)Sorbische in der Oberlausitz unterscheidet. Mittlerweile tritt nur die Bezeichnung Sorbisch als kulturelle Einheit und anerkannte Minderheit in der gesamten Lausitz heraus, was die Eigenbezeichnung in beiden Sprachen widerspiegelt (niedersorbisch Serby, obersorbisch Serbja). Ein Wort Wendojo bzw. wendski existiert in beiden sorbischen Sprachen dagegen nicht.

## Geschichte

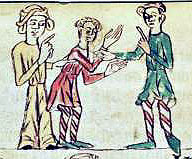
Wendenabbildung aus dem Sachsenspiegel. Die Frau (links) trägt den typischen Schläfenring, die Männer „gewundene“ Beinwickel, die aber weder archäologisch noch aus Schriftquellen bekannt sind: ein „redendes“ Bild für die Masse der Schriftunkundigen.

### Frühe slawische Besiedlung
Seit dem 7. Jahrhundert wanderten Slawen in die von germanischen Stämmen im Laufe der späten Römischen Kaiserzeit und der Völkerwanderung verlassenen Gebiete ein. Die bislang archäologisch ausgewerteten Siedlungen und Gräberfelder rechtfertigen die Annahme, dass es sich bei den Einwanderern um kleinere Gruppen in der Größe von Familienverbänden handelte. Aus den Überresten ihrer materiellen Kultur und den Ergebnissen dendrochronologischer Untersuchungen von Bauholz, überwiegend aus Brunnen, ergeben sich Wanderungswege aus Schlesien entlang der Oder sowie aus Böhmen entlang der Elbe nach Norden. Ältere Hypothesen einer Einwanderung aus östlicher Richtung haben sich hingegen nicht bestätigt. In der ersten Hälfte des 7. Jahrhunderts siedelten die Einwanderer zunächst in den Gebieten beidseits von Elbe und unterer Saale, ehe ab der Zeit um das Jahr 650 nördlich davon liegende Regionen bis zur Ostsee erreicht wurden. Unbeschadet des uneinheitlichen Forschungsstandes steht heute fest, dass die einzelnen Gebiete zu deutlich unterscheidbaren Zeiten in unterschiedlicher Dichte besiedelt wurden. Während sich auf den für Ackerbau gut geeigneten Flächen der Uckermark, im Havelland, der Wismarer Bucht oder an der Peene in Vorpommern anhand von Grabungsbefunden bereits im 7. Jahrhundert eine verhältnismäßig dichte Besiedelung ablesen lässt, folgten andere Gebiete trotz ihrer naturräumlichen Eignung erst relativ spät, wie etwa Ostholstein ab dem Jahr 700 und Rügen sogar erst im fortgeschrittenen 8. Jahrhundert. Andere Gebiete wie etwa die Niederlausitz blieben zunächst dünn oder sogar unbesiedelt.
Dagegen soll es sich nach anderer Auffassung bei der Besiedelung der Gebiete entlang von Elbe und Oder nicht um einen Teil des frühmittelalterlichen slawischen Expansionsprozesses in Mitteleuropa gehandelt haben, sondern um eine „Slawisierung“ vorhandener Bevölkerungsreste. Diese hätten das überlegene Kulturmodell der Slawen übernommen, mit ihnen eine gemeinsame Sprache gesprochen oder aufgrund einer fränkischen oder sächsischen Fremdbezeichnung, etwa als Wenden, ein identitätsstiftendes Gemeinschaftsbewusstsein entwickelt, um in der Folge als elbslawischer Stamm aufzutreten. Dieser Auffassung wird entgegengehalten, dass es nach bisherigem Erkenntnisstand an einer zu überformenden Restbevölkerung zwischen Elbe und Oder gefehlt habe. Die These ist zu unterscheiden von der nationalistisch motivierten Slawenlegende, nach deren Inhalt es sich bei den Wenden um irrtümlich als Slawen eingestufte Germanen handelte.
Zu einer Herausbildung von Stämmen und Stammesverbänden (Ethnogenese) kam es erst innerhalb der neu erschlossenen Siedlungsräume. Einen Höhepunkt der westslawischen Entwicklungsgeschichte stellt die frühe „Staatsbildung“ der Abodriten im Raum des heutigen Mecklenburg-Vorpommern im 11. Jahrhundert dar. Die Slawen kämpften gegen Dänen und Deutsche um die Vorherrschaft im südlichen Ostseeraum (etwa im Wendenkreuzzug) und unterlagen schließlich. Auch auf den dänischen Inseln Lolland und Falster gab es slawische Siedlungen. Bei dänischen Ortsnamen mit der Endung itse oder itze wie in: Corselitse, Kramnitze, Kuditse und Tillitse wird slawischer Ursprungs aus der Zeit der Wenden-Besiedlung vermutet. 2017 wurde der Wunsch der Bevölkerung von Kramnitze berücksichtigt, zur alten Schreibweise mit z zurückzukehren, nachdem das Ortsnamenkomitee in Kopenhagen die Schreibweise Mitte der 1980er Jahre auf s geändert hatte.

### Stämme und Stammesverbände

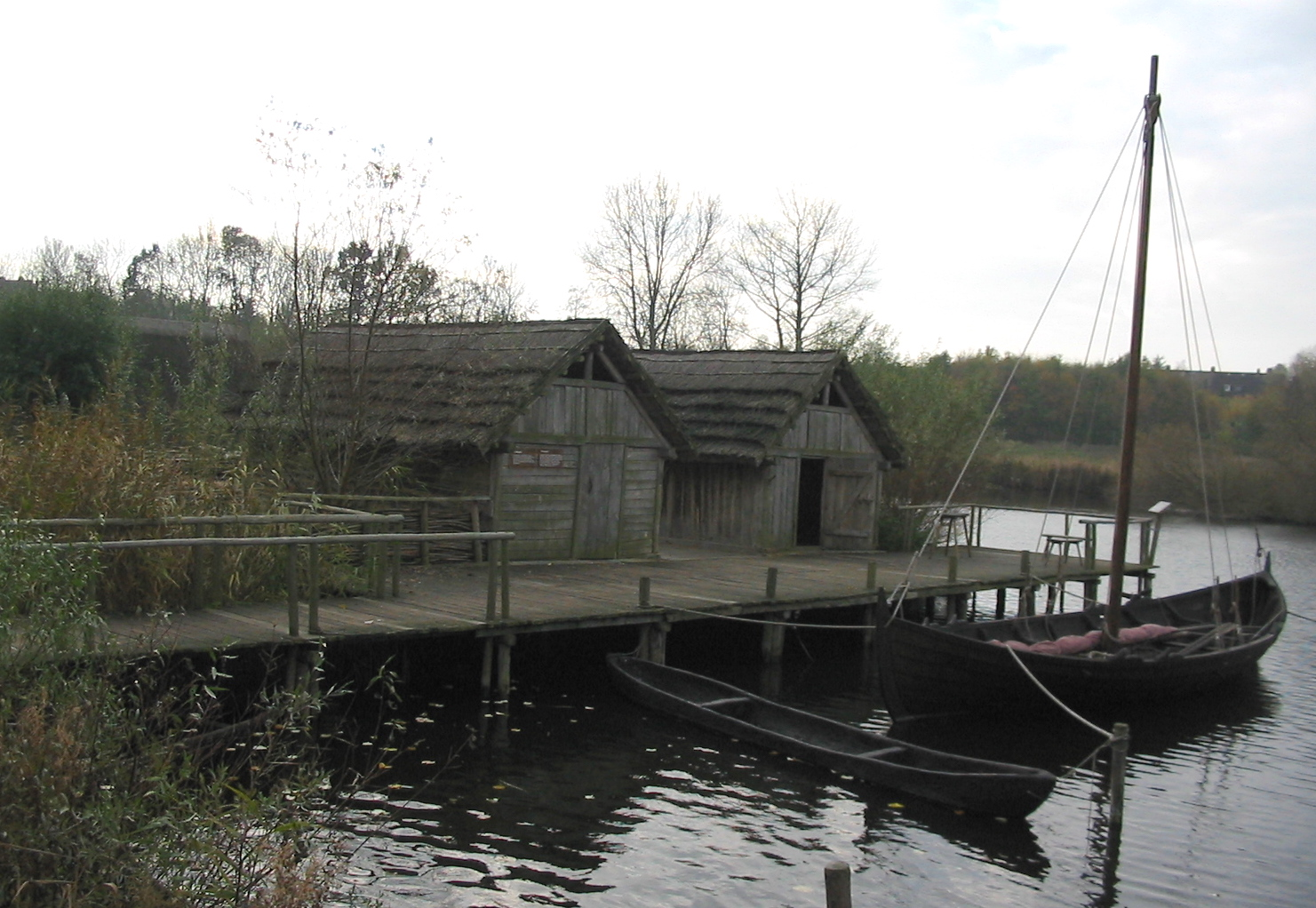
Elbslawische Siedlung mit Bootssteg
im Oldenburger Wallmuseum
(ca. 8. bis 9. Jahrhundert)

In Quellen aus dem ostfränkisch-deutschen Reich werden eine große Zahl von Stämmen und Stammesverbänden genannt, insbesondere seit dem 8. Jahrhundert. Die größten Verbände waren die der Abodriten im Nordwesten, der Wilzen und später der Lutizen im Nordosten und der Sorben im Süden. Oft bleibt unklar, wer sich hinter diesen Namen verbirgt. Es dürfte sich nicht, wie im 19. und 20. Jahrhundert zumeist angenommen, um festgefügte, homogene und scharf umrissene Gruppierungen gehandelt haben. Vielmehr ist von recht dynamischen Gruppierungen auszugehen, deren Zusammensetzung sich immer wieder änderte.
In der Beschreibung des so genannten Bayerischen Geographen (Geographus Bavarus) aus der Mitte des 9. Jahrhunderts mit späteren Überarbeitungen und Zusätzen werden die zu dieser Zeit bekannten Stämme und die Zahl der ihnen zugehörigen civitates – Siedlungskammern mit einer zentralen Burganlage und zugehörigen Siedlungen und kleinere Befestigungen – genannt (Völkertafel von St. Emmeram).
- Abodriten/Obodriten mit mehreren Teilstämmen; zwischen Kieler Förde und mittlerer Warnow
  - Obodriten im engeren Sinne von der Wismarer Bucht bis südlich des Schweriner Sees, Hauptburgen Dobin, Mecklenburg, Schwerin
  - Wagrier in Ostholstein, Hauptburg: Starigard/Oldenburg in Holstein
  - Polaben zwischen Trave und Elbe, Lübeck
  - Warnower an der oberen Warnow und Mildenitz
  - Linonen an der Elbe um Lenzen (Lunzini)
  - Kessiner an der unteren Warnow
  - Zirzipanen zwischen Recknitz, Trebel und Peene
- Wilzen
- Lutizen ab dem Ende des 10. Jahrhunderts mit den Teilstämmen:
  - Kessiner und
  - Zirzipanen nach ihrem Abfall von den Abodriten,
  - Tollenser östlich und südlich der Peene am Tollensesee
  - Redarier südlich und östlich des Tollensesees und an der oberen Havel
  - Zamzizi (Zamcici) im Ruppiner Land
- Retschanen im Raum Templin-Lychen und nördliche Oberhavel
- Rujane/Ranen auf Rügen
- Ukranen an der Uecker
- Mürizer an der Müritz
- Dosane an der Dosse
- Drevanen im Hannoverschen Wendland
- Bethenzer (auch Bethelici oder Belczem) im Raum Goldberg/Plau[18]
- Smeldinger an der Elde
- Morizani (nördlich der Saalemündung an der Elbe) mit 11 civitates
- Brizanen bei Havelberg
- Heveller/Stodoranen im mittleren Havelgebiet und Havelland mit 8 civitates
- Sprewanen an der unteren Dahme und Spree
- Sorben im Elb-Saale-Gebiet mit mehreren Teilstämmen wie Colodici und Siusili beziehungsweise Kleinregionen (pagi) wie Chutici und Plisni (um Altenburg), Neletici (um Wurzen und um Torgau), Quesici/Quezizi (um Eilenburg), die aber erst im 10. Jahrhundert in den Quellen erscheinen. Das Gebiet der Sorben umfasste laut dem Bayerischen Geographen etwa 50 civitates.

In den mittelalterlichen Quellen werden nach dem Zerfall des sorbischen Großstammes von den Sorben deutlich geschieden die
- Daleminzier/Glomaci an der Elbe und in der Lommatzscher Pflege
- Nisanen um Dresden
- Milzener in der Oberlausitz rund um Bautzen
- Besunzanen um Görlitz
- Lusitzi in der Niederlausitz

### Ostkolonisation
Im Laufe der hochmittelalterlichen Ostsiedlung ab dem 11. Jahrhundert, verstärkt aber im 12. und 13. Jahrhundert, kam es zu einer Verschmelzung der Elbslawen mit den neu zugewanderten deutschen Siedlern und zur Herausbildung der Gruppen der Mecklenburger, Pommern, Schlesier.
Dieser Prozess verlief insbesondere im östlichen Niedersachsen und in Brandenburg nicht ohne wirtschaftliche Verdrängungsprozesse und Konflikte: Wenden wurden aus den Zünften ausgeschlossen und die Städte wiesen ihnen besondere Wohnviertel zu, insbesondere nachdem die Pestepidemie von 1349/50 einen Zustrom der slawischen Landbevölkerung in die Städte ausgelöst hatte. Die Wenden wurden daraufhin den Unfreien und „Unehrlichen“ zugeordnet. Selbst das Bierbrauen wurde ihnen verboten.
Auch die westslawischen Sprachen und Dialekte im Heiligen Römischen Reich wurden in einem jahrhundertelangen Prozess der Germanisierung – nicht selten durch Restriktionen (Gebrauchsverbote) – zurückgedrängt. Schon 1293 wurde der Gebrauch der wendischen Sprache vor Gericht in Anhalt untersagt, 1327 auch in Altenburg, Leipzig und Zwickau. Sie wurde jedoch im Alltag weiter verwendet, und noch Martin Luther schimpfte über „wendisch sprechende“ Bauern in der Gegend von Wittenberg. In einigen Gebieten wie im niedersächsischen Wendland (siehe auch Drawehn) oder in der brandenburgisch-sächsischen Lausitz konnten die Slawen ihre kulturelle Eigenständigkeit und ihre Sprachen bis weit ins 18. Jahrhundert beziehungsweise bis heute bewahren.

### Archäologie
Im Gebiet östlich von Elbe und Saale sind unzählige Zeugnisse der archäologischen Kultur der Elb- und Ostseeslawen zu finden.
Dazu zählen Burgwälle und offene Siedlungen ebenso wie die materielle Kultur.
Die erste archäologische Kultur war die Prager Kultur im 7. Jahrhundert. Sie wurde abgelöst von den Gruppen der Feldberger Keramik, der Menkendorfer Keramik, der Leipziger Gruppe und anderer.

## Kultur

### Siedlungsformen

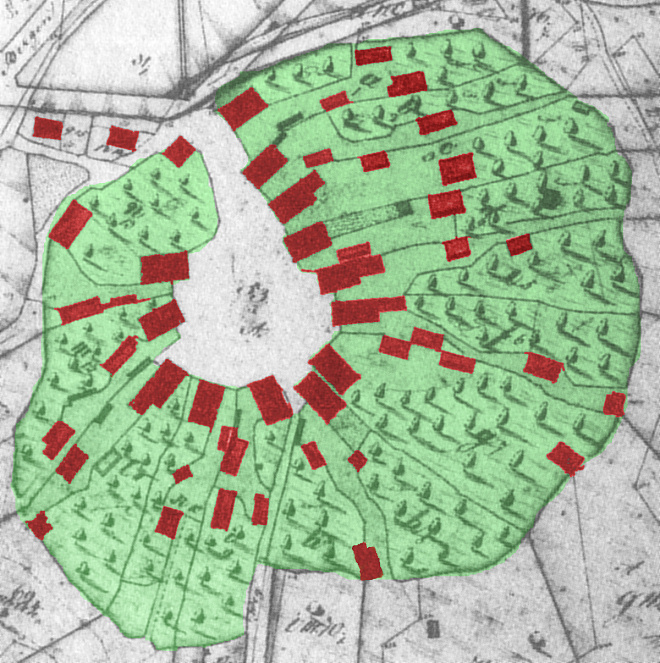
Grundriss des Rundlingsdorfes Köhlen im Wendland, 1830

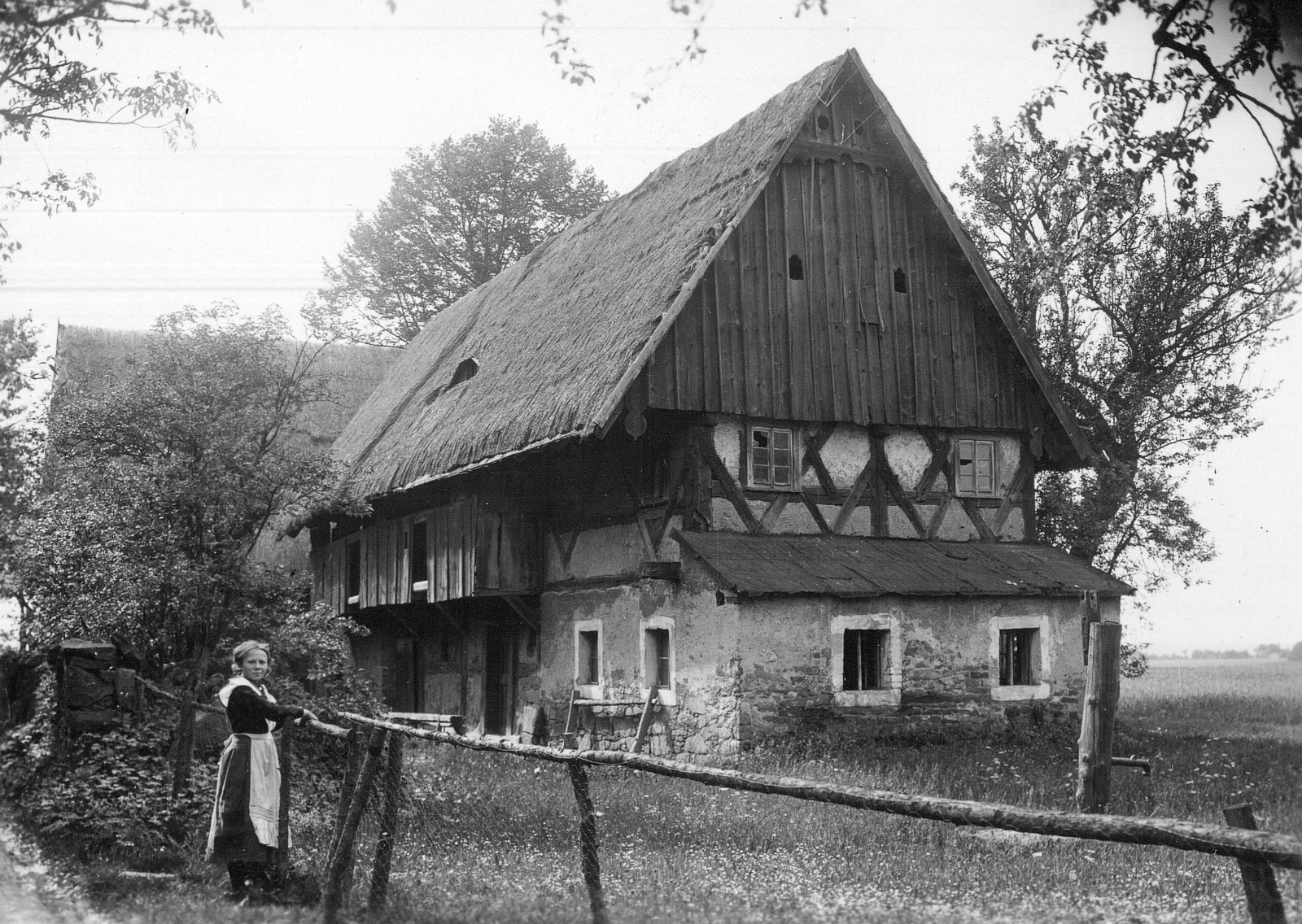
Wendisches Bauernhaus in Großpostwitz

Typisch für die Siedlungsform der Wenden sind Rundlingsdörfer. Die im Mittelalter während der Binnenkolonisation entstandene Dorfform weist eine hufeisenförmige Anordnung der Bauernhäuser und Grundstücke auf. Der Verbreitungsraum des Rundlings erstreckt sich streifenförmig zwischen der Ostsee und dem Erzgebirge in der damaligen Kontaktzone zwischen Deutschen und Slawen. Am besten erhalten haben sich Rundlingsdörfer in der wirtschaftsschwachen Region des Hannoverschen Wendlands und in der Prignitz. Die slawischen Siedlungsformen vor den Rundlingen sind bisher nicht ausreichend archäologisch erforscht.

### Religion und Kult
Siehe auch: Christianisierung der Elbslawen
Bis in das 11. und 12. Jahrhundert hinein waren die nördlichen Elbslawen von nichtchristlichen Kulten dominiert. Während zunächst Heilige Haine und Gewässer als Kultorte verehrt wurden, bildeten sich im 10. und 11. Jahrhundert allmählich ein Priestertum und Kultstätten heraus, die oft auch überregionale Bedeutung hatten. Beispiele sind hier die Tempelburgen in Kap Arkona (Rügen) und Rethra. Wichtige slawische Gottheiten waren Radegast und Triglaw. Die Götter der Götterwelt anderer slawischer Völker existierten auch hier, jedoch bildeten sich stärker als anderswo Stammesgottheiten heraus. Oftmals veränderten alte Götter ihre Bedeutung.
Die Slawen im Elbe-Saale-Gebiet und in der Lausitz gerieten schon früher unter den Einfluss der christlichen Kirche. 968 wurde das Erzbistum Magdeburg mit den Suffraganen Zeitz, Merseburg und Meißen eingerichtet und die Christianisierung weiter vorangetrieben. In den nördlicheren Gebieten Mecklenburgs, Pommerns und Brandenburgs, die sich mit dem Slawenaufstand von 983 für über 200 Jahre der Herrschaft des Heiligen Römischen Reiches und der christlichen Missionierung entzogen hatten, war die Christianisierung vielerorts erst im 13. Jahrhundert abgeschlossen.

### Sprache
Jahrhundertelang war Ostelbien zweisprachig. Neben deutschen Dialekten wurden noch lange Zeit westslawische Sprachen und Dialekte gesprochen. Im 15. Jahrhundert starb der Dialekt der Ranen auf der Insel Rügen aus, erst im 18. Jahrhundert der polabische der Drevanen/Drevänopolaben im Hannoverschen Wendland. Der protestantische Teil der Kaschuben, die Slowinzen, die in Hinterpommern lebten, verloren ihr kaschubisches Idiom etwa um 1900. Die kaschubische Sprache wird allerdings noch heute weiter östlich im ehemaligen Westpreußen und der jetzigen polnischen Woiwodschaft Pommern gesprochen. Neben dem Kaschubischen ist die sorbische Sprache der Lausitzer Sorben die einzig noch verbliebene Sprache der Wenden. Die Zahl der Sorbischsprechenden schätzt man heute auf 20.000 bis 30.000 Menschen, um 1900 noch etwa 150.000. Kaschubisch wird heute von 50.000 Menschen als Alltagssprache benutzt.

## Forschungsgeschichte

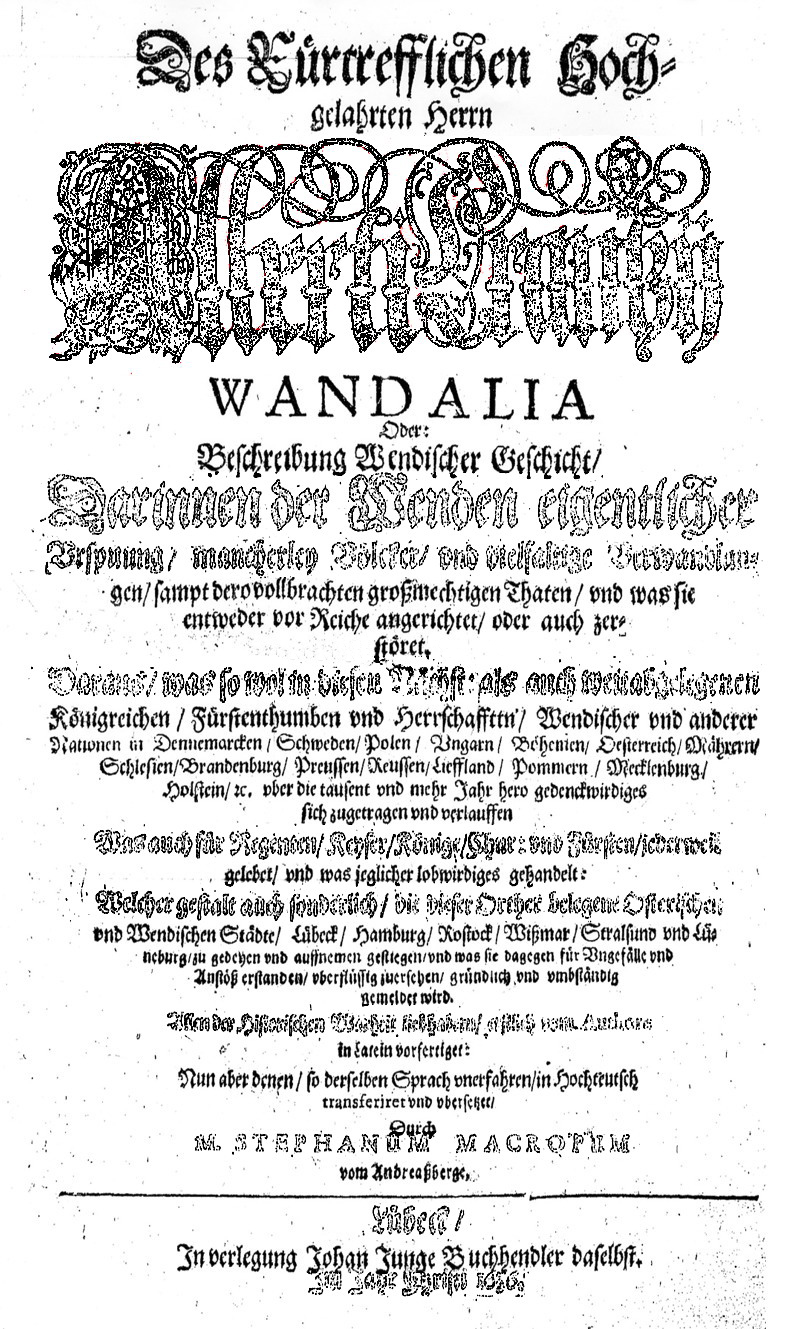
Die „Wendische Geschichte“ von Krantz; Titelblatt des Drucks von 1636

Geschichtliches über die Wenden ist bereits von zeitgenössischen Chronisten aufgeschrieben worden, insbesondere von Thietmar von Merseburg, Adam von Bremen, Helmold von Bosau und Saxo Grammaticus, allerdings nicht unter langfristiger Perspektive. Im 15. Jahrhundert waren die Wenden in die im Rahmen der deutschen Ostsiedlung gebildeten „Neustämme“, an deren hochmittelalterlichem Landesausbau sie teilnahmen, zwischen Elbe und Oder, Ostsee und Fläming nahezu restlos integriert. Den ersten großen Rückblick auf die insoweit abgeschlossene Geschichte der Wenden gab 1519 der Hamburger Gelehrte Albert Krantz. Der Kurztitel „Wandalia“ seiner „Beschreibung Wendischer Geschicht“ zeigt, dass er im Rückgriff auf antike römische Schriftsteller die Wenden irrigerweise für die Nachkommen der Vandalen (nicht der Veneter) hielt, also eines ostgermanischen Stammes; allerdings war diese falsche Gleichsetzung bereits im Mittelalter gängig gewesen. Der auch in Lübeck tätig gewesene Staatsmann Krantz begann sein Werk mit den Worten:

„In diesem Strich deß Wendischen Lands Seewärts, an den die Wenden (welche die unserigen auch Sclauen heissen) vor Jahren und jetzt die Sachsen bewohnen, haben ehemals schöne herrliche Städte gelegen, deren Macht so groß gewesen, daß sie auch den gewaltigen Königen von Dennemarck offtmals zu schaffen gegeben, die nun theils gantz umbgekehret, theils aber wie sie außgemergelt zu geringen Flecken und Vorwercken seyn gemacht worden. Gleichwol seyn unter Regierung der Sachsen, an deren stadt andere, so Gott lob jetzt in vollem Reichthumb und Macht stehen, erbawet, die sich auch deß alten Nahmens dieser Länder nicht schämen und daher noch heutiges Tages die Wendischen Städt heissen. Umb deren willen bin ich desto williger gewesen, diese Wendische Historien zu schreiben. Unnd will nunmehr hinfort anzeigen, was diese Nation vor vndenklichen Jahren für Thaten außgerichtet, was für Fürsten darinn erzogen und geboren vnnd was noch jetzunder für schöne Städte in dieser gegend an der See vorhanden.“

Im „V. Capitel“ fährt er fort:

„Nach dem die Sachsen diese Wendische länder unter sich vnnd in die eusserste Dienstbarkeit gebracht, ist dieser Nahme dermassen verächtlich, daß, wenn sie erzürnen, einen der Leibeigen vnd ihnen stets vnter den Füssen ligen muß, anderst nicht denn einen Sclauen schelten. Wenn wir aber vnser Vorfahren Geschichte vnd Thaten vns recht zu gemüht führen vnd erwegen, werden wir vns nicht für ein Laster, sondern für eine Ehre zu ziehen, daß wir von solchen Leuten hergeboren.“

Krantz bezieht sich immer wieder auf die bekanntesten Chronisten Adam, Thietmar, Helmold und Saxo, wobei er vor allem das Rühmliche hervorhebt, zum Beispiel die von Adam geschilderte Pracht von Vineta. Das Heidentum der Slawen erwähnt er zwar auch, aber ohne die bei den Chronisten übliche Abscheu, denn für Krantz sind die Wenden ja ursprünglich ein Stamm der Germanen gewesen, die ebenso heidnisch waren. In ihrem Kampf gegen das Reich unterscheiden sich für ihn die Wenden nicht von den Dänen.
Krantz behandelt alle slawischen Völker Europas, aber im Mittelpunkt seines Interesses steht das Land der Obotriten, auf dem das „Wendische Quartier“ der Hanse entstand. Auch auf die Mark Brandenburg geht er ein („Die Marck Brandenburg ist der vornembsten theile einer mit von den Wendischen landen“), zunächst auf den markgräflichen Besitz auf dem Westufer der Elbe:

„Vnd will ich erachten, daß zu den zeiten der dreyer Ottonum die Sachsen nach außtreibung der Wenden diese Länder albereit innegehabt. Denn auch Keiser Heinrich, Ottonis des grossen Vater, hat die eroberte Stadt Brandenburg zu einer Sächsischen Colonien gemachet vnnd dahin einen Marggraffen verordnet, dessen Nachkömmlinge einen herrlichen Tittel von ihm auff sich gestammet. […] Wie nun die Sachsen wiederumb sich gesterckt [nach dem Slawenaufstand 983], haben sie durch beider Herren Hertzogen Heinrich und Marggraf Albrechten macht den mehrer theil der Wenden erschlagen vnnd die vbrigen vertrieben.“

Die märkischen Geschichtsschreiber Johann Christoph Bekmann (1641–1717) und Jacob Paul von Gundling (1673–1731) haben in ihren Geschichtswerken „Historische Beschreibung der Chur und Mark Brandenburg“ beziehungsweise „Leben und Thaten des Herrn Albrechten des Ersten, Markgrafen zur Brandenburg“ ausdrücklich Bezug genommen auf den „berühmten Skribenten Crantzius“, haben aber dessen Sicht auf die Wenden nichts qualitativ Neues hinzugefügt. Alle drei kannten die für die Entstehung der Mark Brandenburg wichtigste Quelle (Heinrich von Antwerpen, etwa 1150 bis 1230) nur in Bruchstücken ohne Kenntnis der Zusammenhänge und des Autors.
Dies war auch der Kenntnisstand Theodor Fontanes, als er 1873 im Band „Havelland“ seiner „Wanderungen durch die Mark Brandenburg“ das Kapitel schrieb: „Die Wenden und die Kolonisation der Mark durch die Zisterzienser.“ Wie auch Bekmann und Gundling übernahm er von Krantz die Stichworte „Ermordung und Vertreibung der Wenden durch die Sachsen“ und „Kolonie“ („Ostkolonisation“). Ohne die Quelle Heinrich von Antwerpen (und die heutigen Forschungsergebnisse) war ihnen nicht oder nicht ausreichend bewusst, dass Albrechts Zeitgenossen Pribislaw-Heinrich von Brandenburg und Jaxa von Köpenick bereits seit Geburt Christen waren, wie nahezu alle slawischen Fürsten dieser Zeit. Auch war ihnen der bereits zu Beginn seiner Regierungszeit von Pribislaw mit Albrecht dem Bären abgeschlossene Erbvertrag über seine Nachfolge im Hevellerland unbekannt. Die beiden klassischen Topoi der Geschichtsschreibung über die Wenden in der Mark Brandenburg, nämlich „blutiger Kampf“ und „Christianisierung“ haben daher nicht die Bedeutung, die die heutige Populärliteratur ihnen noch immer beimisst. Der Erbvertrag mit Pribislaw und das Christentum von Jaxa werden zwar inzwischen korrekt berichtet, ohne aber das Gesamtbild der Wenden als kampfwütige Heiden ohne Kultur (Fontane: „Unkultur“) zu korrigieren. Dies ist umso erstaunlicher, als der Hamburger Staatsmann Krantz, der am Anfang der Geschichtsschreibung über die Wenden stand, es sich als Ehre anrechnete, von den Wenden abzustammen.

## Ortsnamen
Folgende Orte und Ortsteile führen das Wort Wenden und Wendisch, aber auch Windisch im Namen und nehmen – wenigstens teilweise – damit auf einen wendischen Ursprung Bezug. Nicht in jedem Falle ist bei diesen Ortsnamen sicher davon auszugehen, dass die Orte wendische Siedlungen waren. Einige liegen dafür allerdings zu sehr im deutschen Kerngebiet westlich der Elbe; ihre Ortsnamen dürften sich daher vom prähistorischen Bachnamen wend ableiten. Mit dem Zusatz wendisch kann auch eine Richtung beschrieben worden sein.
- diverse Orte namens Wendorf, Wenddorf, Wendtorf oder Wentorf
- Wendeburg bei Braunschweig, Niedersachsen
- Wehnde im Eichsfeld, Thüringen
- Wenden (Sauerland) im Kreis Olpe, Nordrhein-Westfalen
- Wenden, in Ebhausen, Baden-Württemberg
- Wenden in Stöckse, Niedersachsen
- Wenden in Braunschweig, Niedersachsen
- Wendenborstel in Steimbke, Niedersachsen
- Wendenschloß, Ortslage in Berlin-Köpenick
- Wendehausen im Eichsfeld, Thüringen
- Wendessen in Niedersachsen
- Wendewisch in Niedersachsen
- Wendezelle in Niedersachsen
- Wendhausen in Lehre, Niedersachsen
- Wendisch Baggendorf in Mecklenburg-Vorpommern
- Wendischbaselitz in Sachsen (gehört noch heute zum sorbischen Siedlungsgebiet)
- Wendischbora in Sachsen
- Wendisch Börgitz bei Stendal in Sachsen-Anhalt
- Wendisch Buckow (1937–1945: Buckow (Pom.), Kreis Schlawe) in Pommern (Polen)
- Wendisch Buckow (1937–1945: Buchenstein, Kreis Stolp) in Pommern (Polen)
- Wendischbrome in Jübar in Sachsen-Anhalt
- Wendisch-Cunnersdorf bei Löbau in der Oberlausitz (Sachsen)
- Wendischfähre in Sachsen Gemeinde Rathmannsdorf
- Wendisch Evern in Niedersachsen
- Wendischhagen am Malchiner See in Mecklenburg-Vorpommern
- Wendischhorst in Dähre in Sachsen-Anhalt
- Wendisch Karstnitz (1937–1945: Ramnitz, Kreis Stolp) in Pommern (Polen)
- Wendisch Musta (1937–1945: Birkfähre, Kreis Rothenburg) in Schlesien (Polen)
- Wendisch Ossig (1937–1945: Warnsdorf (Niederschlesien), Kreis Görlitz) in Niederschlesien (Polen)
- Wendisch-Paulsdorf bei Löbau in der Oberlausitz (Sachsen)
- Wendisch Plassow (1937–1945: Plassenberg, Kreis Stolp) in Pommern (Polen)
- Wendisch Pribbernow in Pommern (Polen)
- Wendisch Priborn in Mecklenburg-Vorpommern
- Wendisch Puddiger (1937–1945: Puddiger, Kreis Rummelsburg) in Pommern (Polen)
- Wendisch Rambow, ein Dorf bei Schwerin in Mecklenburg-Vorpommern
- Wendisch Rietz in Brandenburg
- Wendisch Sagar (1937–1945: Bobertal, Kreis Crossen (Oder)) in Brandenburg (Polen)
- Wendisch Silkow (1937–1945: Schwerinshöhe, Kreis Stolp) in Pommern (Polen)
- Wendisch Tychow (1937–1945: Tychow, Kreis Schlawe) in Pommern (Polen)
- Wendisch Waren in Mecklenburg-Vorpommern
- Wendland in Niedersachsen
- Wendschott in Wolfsburg, Niedersachsen
- Wendsee in Brandenburg an der Havel (Brandenburg)
- Wind, Ortsteil von Pommersfelden, Landkreis Bamberg, Bayern
- Windehausen, Ortsteil von Heringen/Helme, Landkreis Nordhausen, Thüringen
- Windischbergerdorf, bei Cham in der Oberpfalz, Bayern
- Windisch-Bockenfeld, Ortsteil der Stadt Schrozberg, Baden-Württemberg
- Windischenbach, Gemeinde Pfedelbach, Baden-Württemberg
- Windischenbernsdorf, Stadtteil von Gera, Thüringen
- Windischengrün, Ortsteil von Schauenstein, Bayern
- Windischenhaig, Ortsteil von Kulmbach, Oberfranken, Bayern
- Windischenlaibach, Ortsteil von Speichersdorf in Oberfranken, Bayern
- Windischeschenbach in der Oberpfalz, Bayern
- Windischgaillenreuth, Ortsteil von Ebermannstadt, Oberfranken, Bayern
- Windischhausen in Mittelfranken, Bayern
- Windischholzhausen, Ortsteil von Erfurt, Thüringen
- Windischletten, Ortsteil von Scheßlitz, Bayern
- Winterschneidbach, ursprünglicher Ortsname Windischschneidbach, Ortsteil von Ansbach, Bayern
- Windisch-Marchwitz in Schlesien
- Windisch Kamnitz im Sudetenland
- Windisch Proben in der Slowakei;
Anmerkung: Ortsnamen auf Windisch- südlich der Donau sind dem eingangs erläuterten Siedlungsraum der Karantanen/Slowenen zuzuordnen, und nicht hier angeführt, siehe dazu Windisch (Slowenisch)
- Abtswind in Bayern
- Bernhardswend, Stadtteil der Großen Kreisstadt Dinkelsbühl, Mittelfranken, Bayern
- Bernhardswinden, Nähe Ansbach, Mittelfranken, Bayern
- Bischwind, Gemeindeteil von Ebern, Unterfranken, Bayern
- Brodswinden, Nähe Ansbach, Mittelfranken, Bayern
- Burgwindheim in Bayern
- Dautenwinden, Nähe Ansbach, Mittelfranken, Bayern
- Ditterswind, Ortsteil von Maroldsweisach, Unterfranken, Bayern
- Egloffswinden, Nähe Ansbach, Mittelfranken, Bayern
- Förtschwind, Ortsteil von Höchstadt an der Aisch, Mittelfranken, Bayern
- Geiselwind in Bayern
- Geisenfeldwinden in Bayern
- Geroldswind, Ortsteil von Maroldsweisach, Unterfranken, Bayern
- Gräbenwinden, Nähe Herrieden, Mittelfranken, Bayern
- Grimmschwinden, Ortsteil von Schnelldorf, Mittelfranken, Bayern
- Großwenden und Klein-, Ortsteile von Großlohra im Landkreis Nordhausen, Thüringen
- Herrnwinden, Nähe Rothenburg ob der Tauber, Mittelfranken, Bayern
- Inwenden, in der Ortschaft Oppin
- Kurzewind, Nähe Ebern, Landkreis Haßberge, Bayern
- Labertswend, Ortsteil von Dürrwangen, Mittelfranken, Bayern
- Mechelwind, Ortsteil der Stadt Höchstadt an der Aisch, Mittelfranken, Bayern
- Meinhardswinden, Nähe Ansbach, Mittelfranken, Bayern
- Morlitzwinden, Nähe Leutershausen, Mittelfranken, Bayern
- Neidhardswinden, Nähe Emskirchen, Mittelfranken, Bayern
- Poppenwind, Ortsteil von Auengrund, Thüringen
- Poppenwind, Ortsteil von Gremsdorf, Mittelfranken, Bayern
- Ratzenwinden, Nähe Ansbach, Mittelfranken, Bayern
- Reinswinden, Nähe Leutershausen, Mittelfranken, Bayern
- Reumannswind, Ortsteil von Wachenroth, Mittelfranken, Bayern
- Schweikartswinden, Nähe Schillingsfürst, Mittelfranken, Bayern
- Thalwenden in Thüringen
- Veitswend, Stadtteil der Großen Kreisstadt Dinkelsbühl, Mittelfranken, Bayern
- Voccawind, Ortsteil von Maroldsweisach, Unterfranken, Bayern
- Walburgswinden, Nähe Dietenhofen, Mittelfranken, Bayern
- Winden, Nähe Leutershausen, Mittelfranken, Bayern
- Wolfartswinden, Nähe Ansbach, Mittelfranken, Bayern
- diverse Orte namens Wünschendorf, ursprünglich als Windisches/Wyndisches Dorf oder Windischendorf erwähnt

Zahlreiche Ortsnamen lassen sich auch durch ihre typischen slawischen Endungen als solche erkennen, z. B. Rochlitz (charakteristisch slawische Endung -itz) oder Panitzsch (ebenfalls slawische Endung -itzsch). Diese sind gerade in Mitteldeutschland sehr typisch, aber auch darüber hinaus verbreitet. Daneben existieren in Nordostdeutschland ebenfalls sehr viele Ortsnamen mit der fast immer slawischen Endung -ow (in Deutschland wie im Sorbischen mit stummem -w am Ende gesprochen, also z. B. Aussprache von Grabow, wie „Graboh“), seltener mit der ebenfalls slawischen Endung -in, wie Berlin oder Schwerin. Auch zahlreiche weitere Ortsnamen mit anderen Endungen, wie z. B. Dresden, Leipzig und Rostock, sind slawischer Herkunft.

## Trivia
In der steirischen Landeshymne, dem Dachsteinlied ist bis heute vom „Wendenland an der Sav'“ die Rede, womit die vorwiegend slowenisch bewohnte (im 19. Jahrhundert daneben oft auch Windische genannt) Untersteiermark gemeint ist.

## Finno-ugrische Wenden in Lettland
Nicht mit den westslawischen Wenden zu verwechseln ist ein historischer Stammesverband finno-ugrischer Sprache im heutigen Lettland, der auf Deutsch ebenfalls „Wenden“ genannt wird. Sie waren ursprünglich ein Unter-Stammesverband der Liven oder ein ihnen sprachlich nahestehender Stammesverband in der Umgebung des Unterlaufs der Venta (deutsch Windau, livisch Vǟnta) im heutigen West-Lettland, nach ihnen oder dem Fluss ist auch die Stadt Ventspils (deutsch ebenfalls „Windau“) benannt. Nachdem sie durch die Siedlungsexpansion der baltisch-sprachigen Kuren im 12. Jahrhundert unter Druck gerieten, siedelten sie ins östliche Lettland um, wo der deutsche Name der Stadt Cēsis (deutsch Wenden) und der Burg Wenden ebenfalls an ihre historische Anwesenheit erinnern. Die Namensgleichheit ist zufällig, zu den westslawischen Wenden haben die livländischen Wenden keinen Zusammenhang. Vielmehr geht livisch Vǟnta auf livisch vǟna zurück, was „Flussmündung“, „Flusslauf“ oder „Flussdelta“ bedeutet.